# ガルサン・チナグ
ガルサン・チナグ (モンゴル語: チナグン・ガルサン (Чинаагийн Галсан); トゥバ語: ジュルク・ウヴァー; ドイツ語: Galsan Tschinag, 1944年12月26日 - ) は、モンゴル人民共和国バヤン・ウルギー県生まれの小説家、詩人、エッセイストで、トゥバ人だがドイツ語で執筆している。彼は祈祷師と呼ばれることも多く、また教師、俳優でもある。

## 経歴
ガルサンは西モンゴルのアルタイ山脈で、トゥバ人祈祷師の末男として生まれ、ウランバートルのモンゴル国立大学に入学した後にドイツに留学し、1962年から1968年まで東ドイツのライプチヒにあるカール・マルクス大学でドイツ学を学んだ。エルヴィン・シュトリットマターのもとで博士論文を書き、卒業後はモンゴル国立大学でドイツ語の教師となった。1976年に彼の教師資格は、「政治的に信頼できない」という理由ではく奪された。彼は引き続きモンゴルの4つの大学全てで12時間シフトで働き続けた。1980年に、彼が36歳の時、ガルサンは命に係わる心臓病と診断された。後に回復した彼は、自分の「祈祷力」と多くの運動が命を救ったとしている。
彼は、1年の大半をモンゴルの首都ウランバートルの自宅で、20人近い家族と共に暮らしている。彼はまたドイツ語圏とヨーロッパ各地において朗読会も行い、西モンゴルのトゥバ民族のルーツに近づこうとしている。彼は今でも主にドイツ語で執筆しているが、著作は多くの外国語に翻訳されている。彼は執筆に加え、少数民族であるトゥバ民族のために活動し、また祈祷術による癒しも実践している。

## 評価
- ドイツ紙「ツァイト」は「物語の流れを、苦痛を呼び起こすほど激しい急流にするかと思うと、また、牧歌的なゆったりとしたものに変えていく――このようなことができる作家は、この時代にはガルサン・チナグ以外にいないだろう」と記した[1]。
- 『草原情歌』の訳者今泉文子は、「本書は、外側からみた単なるエキゾシズムとは無縁の、少数民族ならではの誇りと悲哀に裏打ちされた真に力強く素朴な叙事詩である。ここには、ついこのあいだまで、自然のリズムにしたがって、自然そのものとして生きてきた人間への限りない哀惜の念が満ちており、文明の隘路に陥っている現代人の胸をも強くうつにちがいない。」としている[1]。

## 英訳された作品
- 2004 All the Paths Around Your Yurt (online poetry translation from Alle Pfade um deine Jurte, 1995)
- 2004 You Will Always Be Untamable (online poetry translation from Nimmer werde ich dich zähmen können, 1996)
- 2004 Cloud Dogs (online poetry translation from Wolkenhunde, 1998)
- 2004 Oracle Stones as Red as the Sun: Songs of the Shaman (online poetry translation from Sonnenrote Orakelsteine, 1999)
- 2004 The Stone Man at Ak-Hem (online poetry translation from Der Steinmensch zu Ak-Hem, 2002)
- 2006 The Blue Sky: A Novel (translation in print from Der blaue Himmel, 1994)[7]
- 2007 Beyond the Silence (online poetry translation from Jenseits des Schweigens, 2006)
- 2007 The Gray Earth (translation in print from Die graue Erde, 1999)
- 2013 Wind of the Steppe, Wind of the World (online poetry translation from Steppenwind, Weltenwind, 2013)

## ドイツ語の著作
(英文仮タイトル付)
- 1981 "Eine tuwinische Geschichte und andere Erzählungen" (A Tuvan Story and other short stories)
- 1993 "Das Ende des Liedes" (The End of it)
  - ガルサン・チナグ 著、今泉文子 訳『草原情歌』文藝春秋、1995年10月。ISBN 4-16-315860-X。
- 1994 "Der blaue Himmel" (The Blue Sky)
- 1995 "Zwanzig und ein Tag" (Twenty-One Days)
- 1996 "Nimmer werde ich dich zähmen können" (Never Will I Tame You)
- 1997 "Die Karawane" (The Caravan)
- 1997 "Im Land der zornigen Winde" (In the Land of the Angry Winds, with co-author Amelie Schenk)
- 1997 "Der siebzehnte Tag" (The Seventeenth Day)
- 1999 "Die graue Erde" (The Grey Earth)
- 1999 "Der Wolf und die Hündin" (The Wolf and the Bitch)
- 2000 "Der weiße Berg" (The White Mountain)
- 2001 "Dojnaa"
- 2001 "Das Ende des Liedes" (The End of the Song)
- 2002 "Tau und Gras" (Dew and Grass)
- 2003 "Die Karawane" (The Caravan)
- 2004 "Das geraubte Kind" (The Stolen Child)
- 2005 "Mein Altai – Erzählungen" (My Altai - Stories)
- 2007 "Die neun Träume des Dschinghis Khan" (The Nine Dreams of Genghis Khan)
- 2008 "Die Rückkehr" (The Return)
- 2008 "Auf der großen blauen Straße – Geschichten" (On the Big Blue Road - Stories)
- 2011 "Das andere Dasein" (A Second Existence)
- 2012 "Gold und Staub" (Gold and Dust)
- 2013 "Der Mann, die Frau, das Schaf, das Kind" (The Man, the Woman, the Sheep, the Child)

## 栄誉
- 1992年 シャミッソー賞
- 1995年 Puchheimer Leserpreis
- 2001年 ハイミート・フォン・ドーデラー文学賞（英語版）
- 2003年 Danish Aloa Literature-Preis
- 2006年 モンゴルで文化功労者として表彰される
- 2009年 European Trebbia-Preis
- 2002年 ドイツ連邦共和国功労勲章
- 2012年 マールブルク市文学賞
- 2015年 Literatur Work Award for "Gold and Dust", "The Man, the Woman, the Sheep, the Child" and "My Altai"
- 2018年 トゥヴァ共和国勲章 (ロシア)

## 書誌・参考文献
- Galsan Tschinag: A Searchable Bibliography
- ガルサン・チナグ 著、今泉文子 訳『草原情歌』文藝春秋、1995年10月。ISBN 4-16-315860-X。